# Ponte levatoio

Principio di funzionamento di un ponte levatoio.

Il ponte levatoio è un tipo di ponte mobile usato a partire dal Medioevo nei castelli e tipicamente creato per superare il fossato, utilizzato come sistema di difesa dello stesso.
Posizionato per evitare gli accessi indesiderati dei nemici era in genere costituito da un impalcato in legno, sostenuto da travi ed imperniato ad un'estremità soltanto. Veniva sollevato o abbassato mediante dei tiranti o catene azionati da argani a ruota lateralmente o per mezzo di un contrappeso. Quando era sollevato realizzava anche la funzione di chiusura dell'accesso.
Il ponte levatoio, per restare di agevole manovra, non poteva essere più lungo di tre metri e mezzo o poco più. Il resto del fossato era superato con un pontile fisso chiamato ponte morto.
Quando era abbassato, il ponte appoggiava il suo bordo esterno ad un sostegno fisso, detto battiponte.
Il termine viene talvolta usato per descrivere due altri tipi di ponti mobili, il ponte basculante (a una o due campate) ed il ponte sollevabile (o a sollevamento verticale).

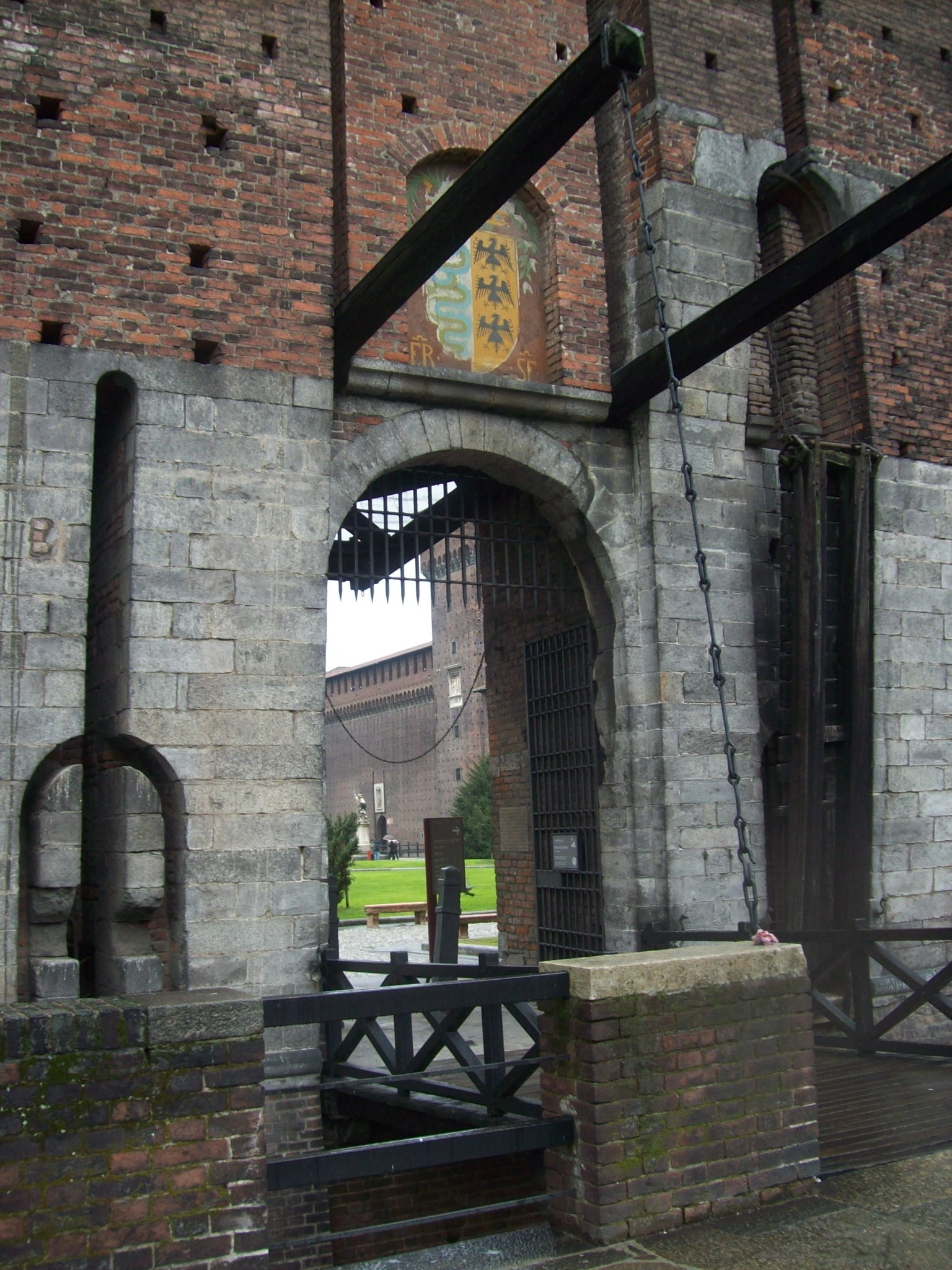
Il ponte levatoio del Castello Sforzesco di Milano.
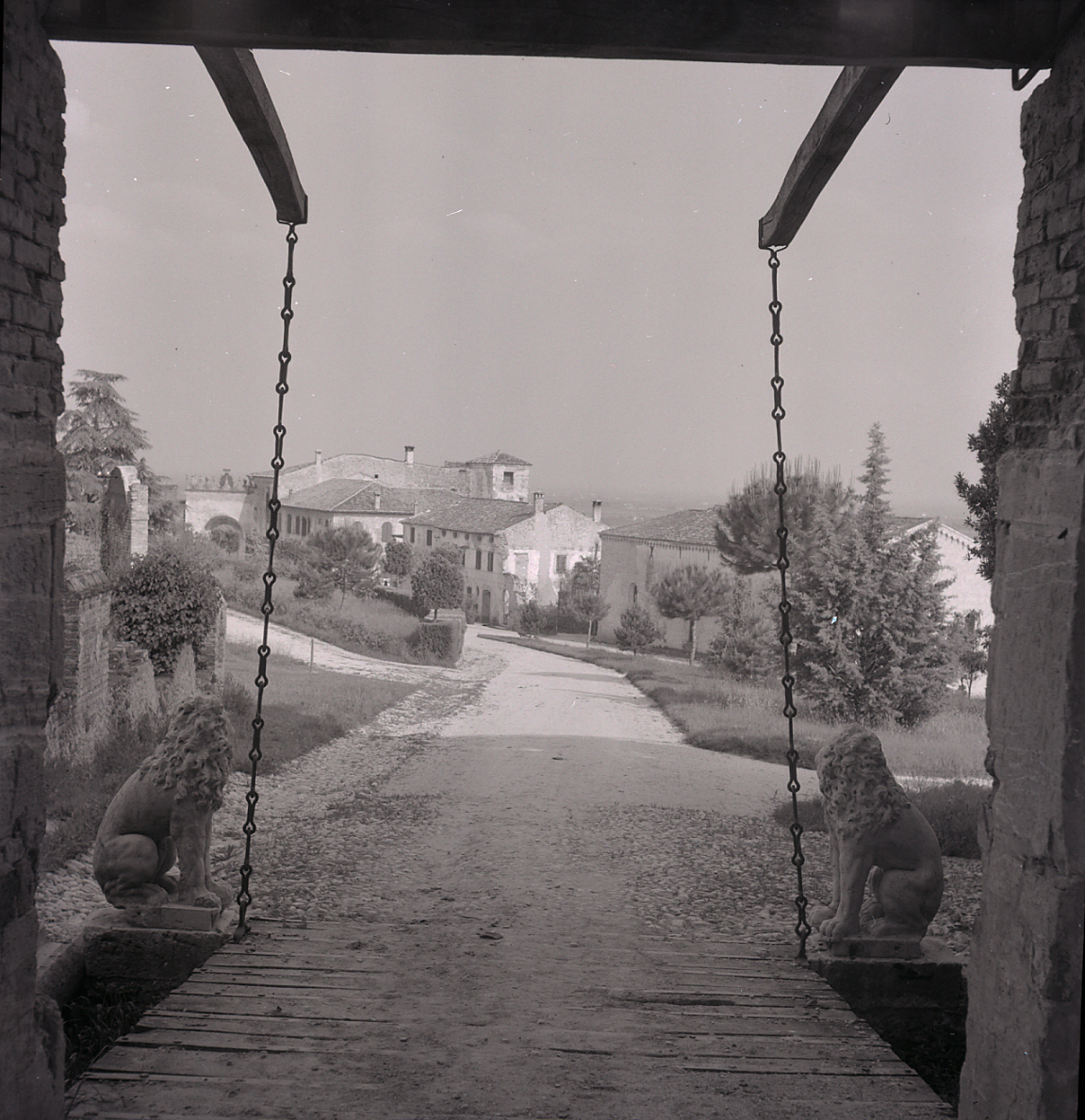
Ponte levatoio del Castello di San Salvatore (Susegana), fotografato da Paolo Monti
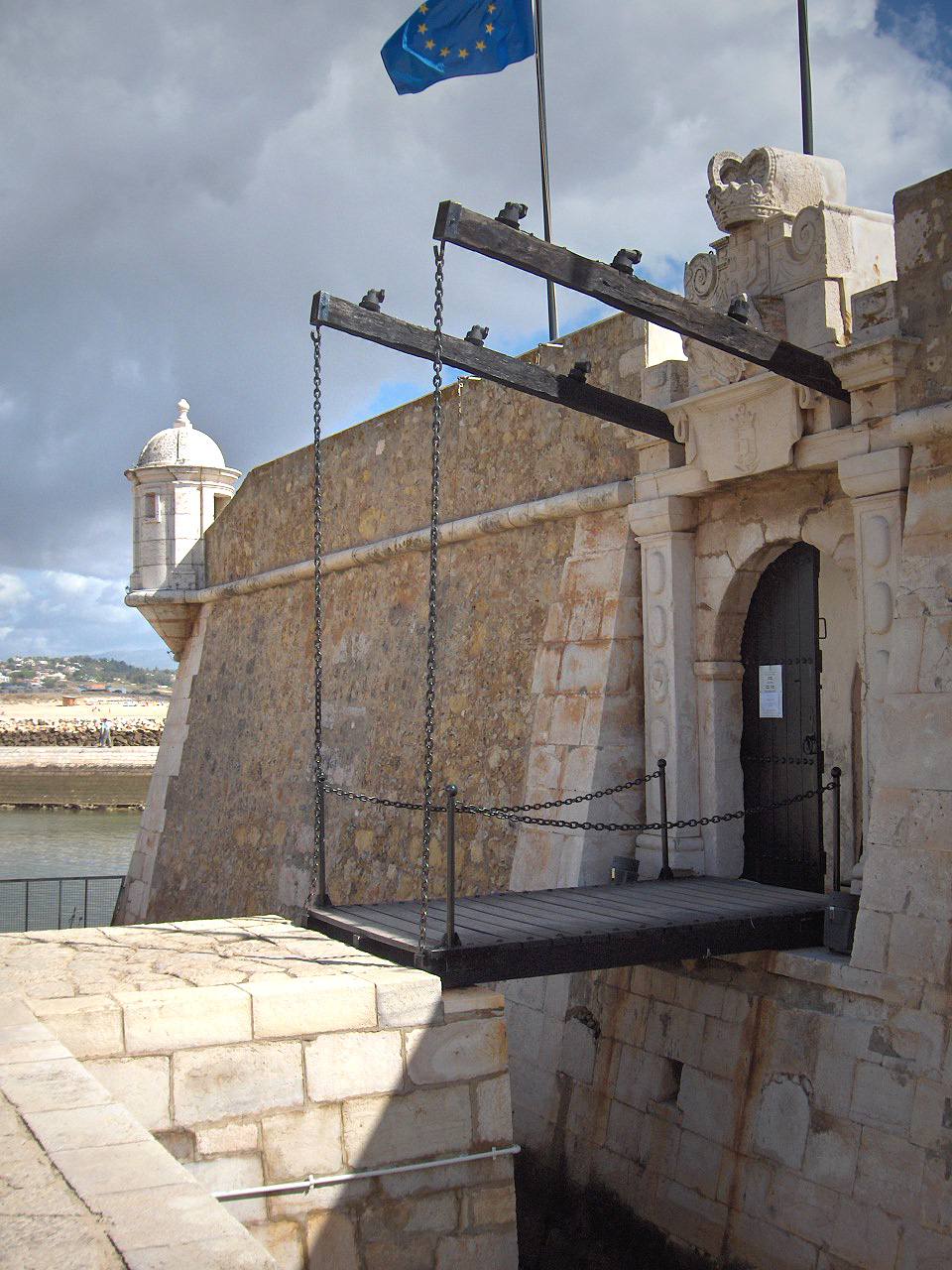
Ingresso con ponte levatoio; Lagos (Portogallo)
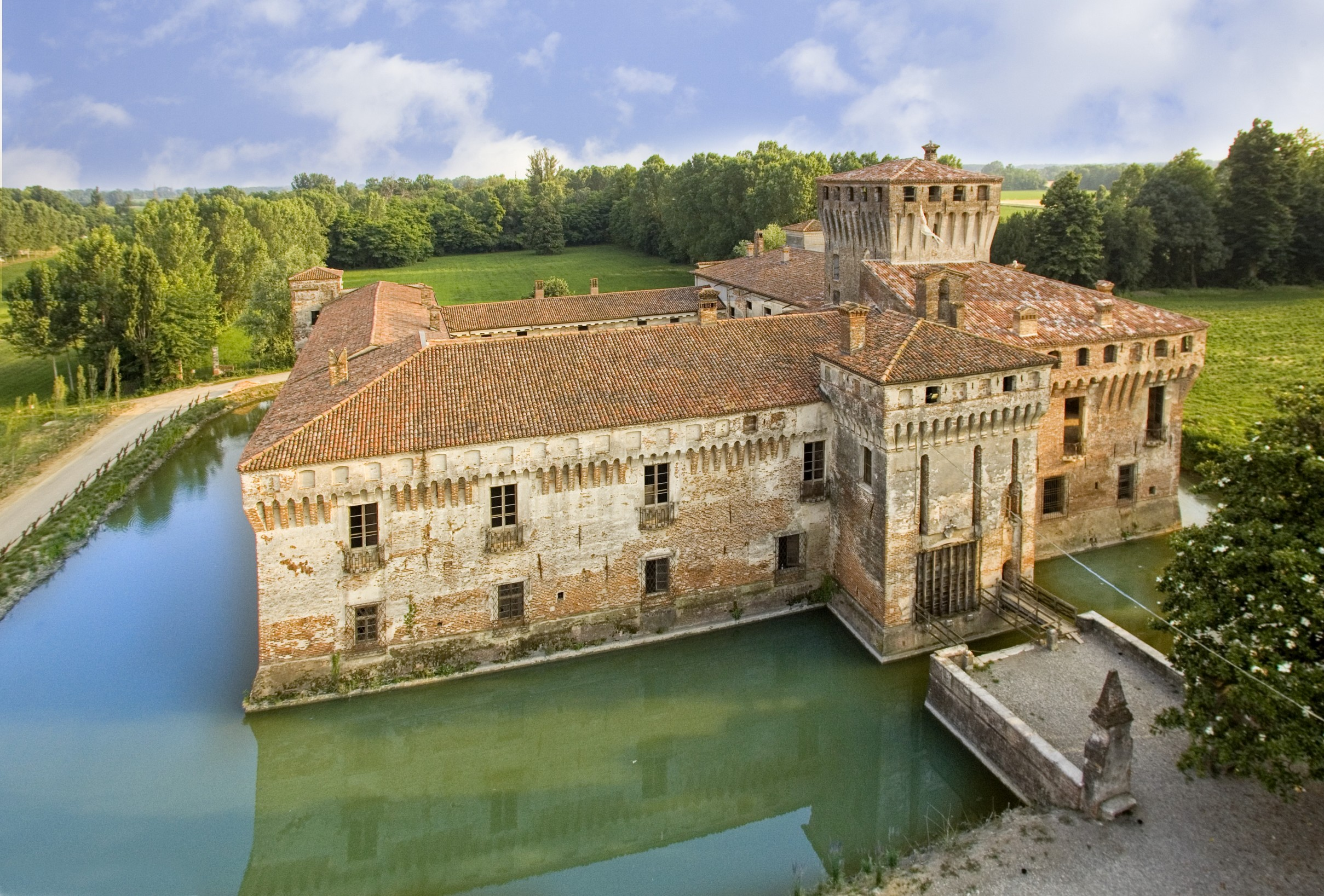
Il punte levatoio del castello di Padernello